# Preslav

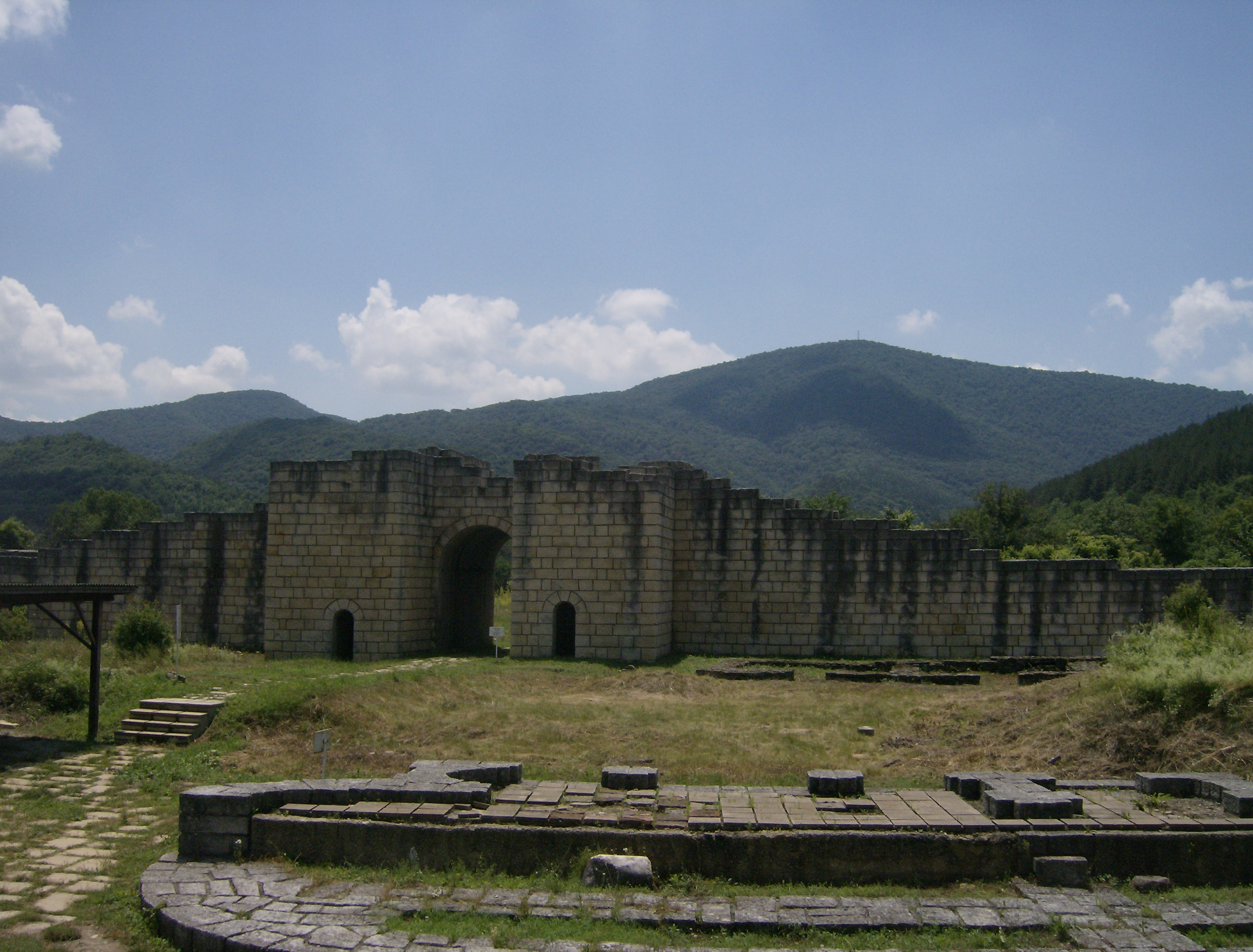
Entrada a la ciutat

Preslav fou una ciutat de Bulgària, capital del Primer Imperi Búlgar des de l'any 893 fins al 972. En aquesta època, esdevingué la ciutat més important dels Balcans i focus cultural de l'Europa oriental. Destruïda el 1388 pels turcs, actualment està en ruïnes. A uns 2 km al nord, hi ha la nova vila de Preslav (en búlgar, Преслав, també Veliki Preslav, Велики Преслав, Gran Preslav), amb uns 15.000 habitants, a la ribera del riu Titxa. Pertany a la província de Xumen i dista uns 20 km al sud de la capital.

## Història
Fundada pel kan Omurtag el 821, la vila va adquirir importància quan el rei Simeó I el Gran, el 893, decidí traslladar-hi la capital del Primer Imperi Búlgar des de Pliska. El tsar va considerar que la consolidació del cristianisme com a religió oficial del país exigia aires nous i Pliska estava molt arrelada en les tradicions paganes. Va convertir la ciutat en la més important de l'Europa oriental i hi va reunir una gran escola d'erudits, que van fer florir les arts i les lletres búlgares en una esplendor sense precedents. El 972, amb la invasió romana d'Orient, va perdre la capitalitat i va començar a declinar. El 1388, fou presa i destruïda pels turcs i els seus carreus van ser utilitzats per a edificar les mesquites de Xumen.

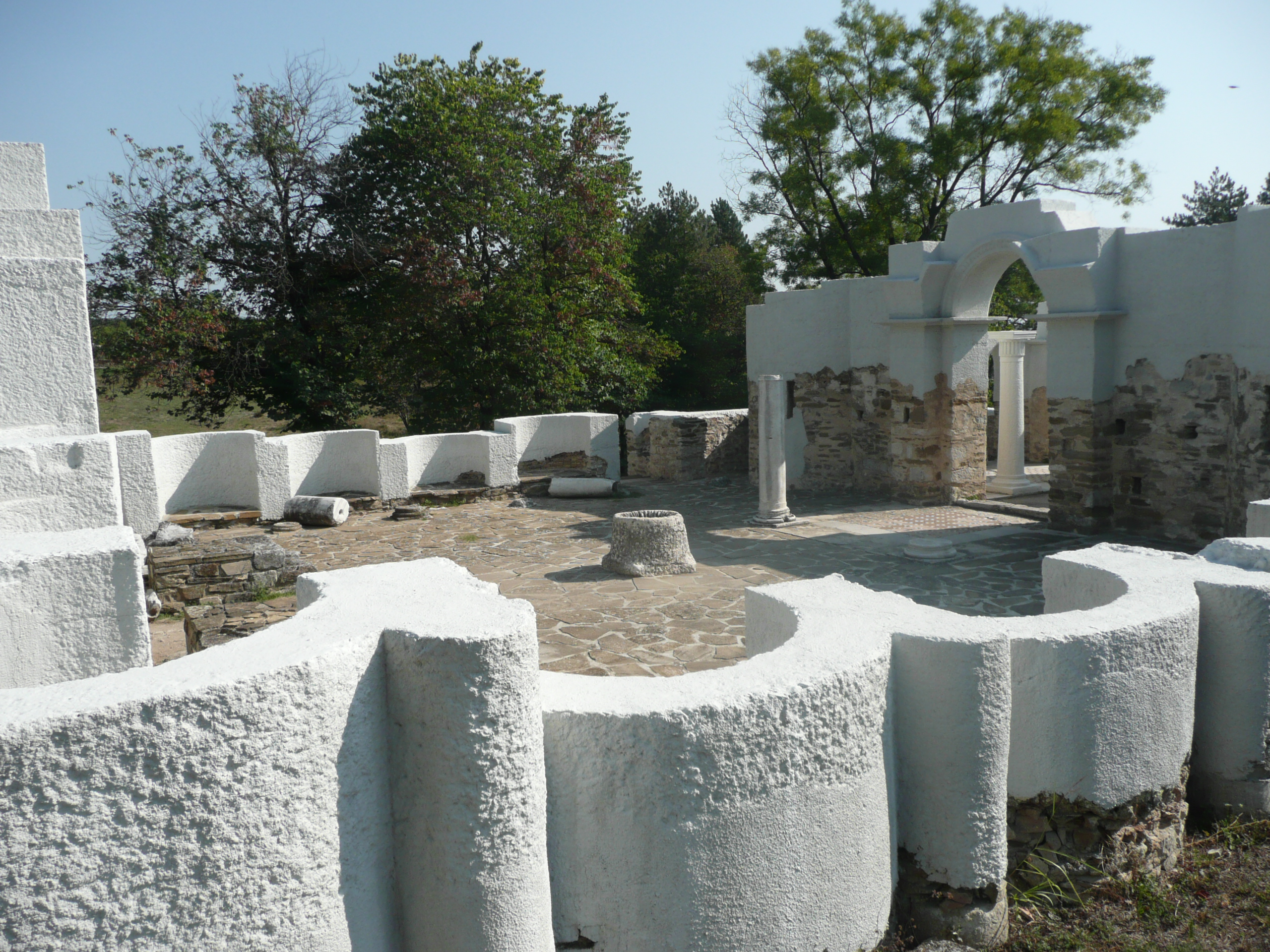
L'església rodona

En l'actualitat, les seves ruïnes ocupen una gran extensió on hom pot observar les muralles, edificis públics, tallers, palaus, banys, mosaics i escultures. El monument més preuat és la seva església rodona amb la cúpula d'or, construïda el 908.

## L'escola de Preslav
Els intel·lectuals reunits per Simeó a Preslav van produir un extens treball de traducció de textos grecs tant religiosos com profans, que es va estendre a tot Europa. Van adoptar l'alfabet glagolític i van donar una gran empenta a la llengua búlgara, tant en la traducció com en la producció literària pròpia. Foren ells qui aviat van fer evolucionar l'escriptura cap a l'alfabet ciríl·lic, més pràctic, que fou adoptat posteriorment per una gran quantitat de llengües eslaves.